# 天宁寺塔 (仪征)
仪征天宁寺塔，位于江苏省扬州市仪征市真州镇，仪征鼓楼东南，工农南路与前进东路十字路口东北，紧邻盛氏兄弟故居，是仪征现存最古老的建筑，中华人民共和国江苏省文物保护单位之一。

## 历史
天宁寺由泗州僧始建于唐代景龙三年（709年），初名永和庵，建佛塔七级，以镇江边白沙。五代十国时被毁。宋代真州因漕运、盐运而繁盛，崇宁年间，僧人道坚复建，赐名“报恩光孝禅寺”；政和年间改名天宁万寿禅寺，规模宏大。宋元战乱时再度被毁。明洪武四年重建。该塔不仅可登临远眺江景，还与寺前文惠桥（仓桥）相映构成“仓桥塔影”，为八景之一。塔下又有慧日泉，据称宋代苏东坡曾饮用，清代诗人王渔洋咏诗“自怜五载真州客，初试东坡慧日泉”。
太平天国战争中，仪征全城被毁，仅宝塔和鼓楼尚存。清光绪三年（1877年）火灾，塔刹、腰檐、外廊等均毁，仅存塔身。1949年以后天宁寺不存，原址被天宁油米厂所用，天宁寺塔内堆放杂物，年久失修，残损严重。

## 建筑
天宁寺塔现仅存塔身，塔高七层，八角形平面，高42米，仍为江苏省境内最高。

## 保护
1987年，天宁寺塔公布为第一批仪征市文物保护单位。2002年10月22日，仪征天宁寺塔公布为第五批江苏省文物保护单位，古建筑类，编号433。2003年仪征市政府拨款维修，登临天宁塔。